# Landabanan
Landabanan är en 1,9 kilometer lång svensk smalspårig museijärnväg, och en tidigare hästdragen järnväg i Hälsingland.
Landabanan går mellan Landa och Edsänge. Den invigdes 1861 och var under en kort tid (1861-1878) en viktig transportled mellan Söderhamn och Bollnäs. Sträckan var en kombination av järnväg och båttransport. I samband med att Norra stambanan nådde Bollnäs 1878 blev trafiken längs med Bergvik-Landa-Bollnäs överflödig. 
Den invigdes 1861 och var fram till 1878 en del av "Söderhamn-Bollnäs Kommunikationsled" mellan Söderhamn och Bollnäs med en kombination av järnvägs- och sjötransport. Söderhamns Järnväg förde från Söderhamn till Bergvik, varefter ångbåtar förde över sjön Bergviken till Landa i Segersta socken vid Ljusnans mynning i Bergviken. Landabanan gick därifrån förbi Landaforsen, varifrån S/S Warpen seglade på Ljusnan och sjön Varpen till Bollnäs.
Trafiken upprätthölls med två tredjeklass personvagnar och tre godsvagnar. Spåren hade spårvidden 891 mm.
Efter det att Norra stambanan byggts ut till Bollnäs 1878, blev den tidigare transportleden överflödig. 
Föreningen Landabanan bildades 1989 och återuppbyggde en del av Landabanan. Den en kilometer långa decauvillebanan Segersta – Edsänge har 600 mm smalspår och trafikeras som turisttrafik med ångloket BYCF Nr 10 och två diesellok. Ångloket tillverkades 1913 som OK  6619 av Orenstein & Koppel i Berlin i Tyskland och deponerades på Landabanan av Sveriges Järnvägsmuseum på 1990-talet. Det var tidigare lok nummer 10 på Byggnadscentralförrådet på Statens Järnvägar.

## Bildgalleri

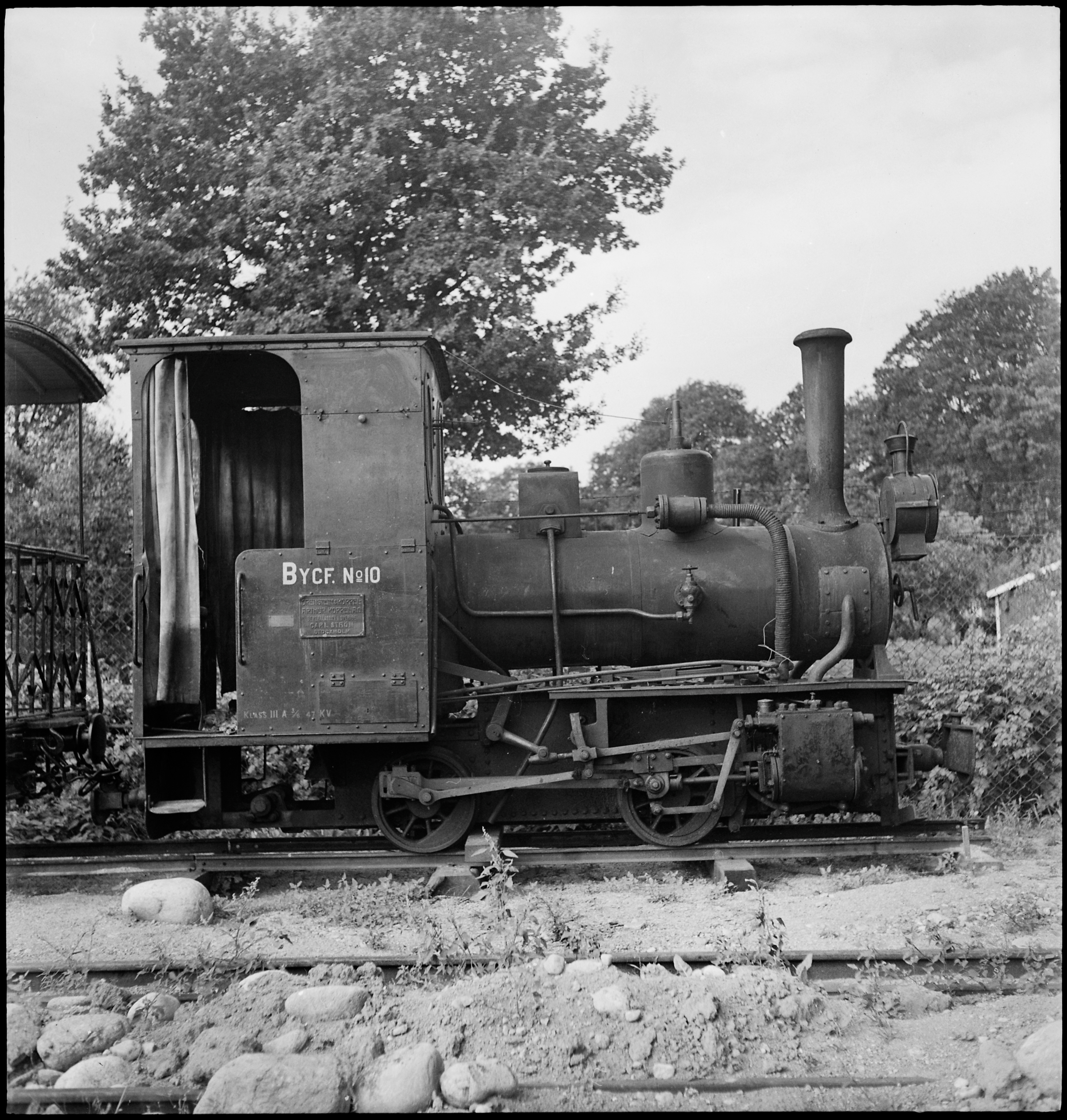
Ångloket BYCF nr 10, tillverkat 1913 av Orenstein & Koppel, fotograferat 1951
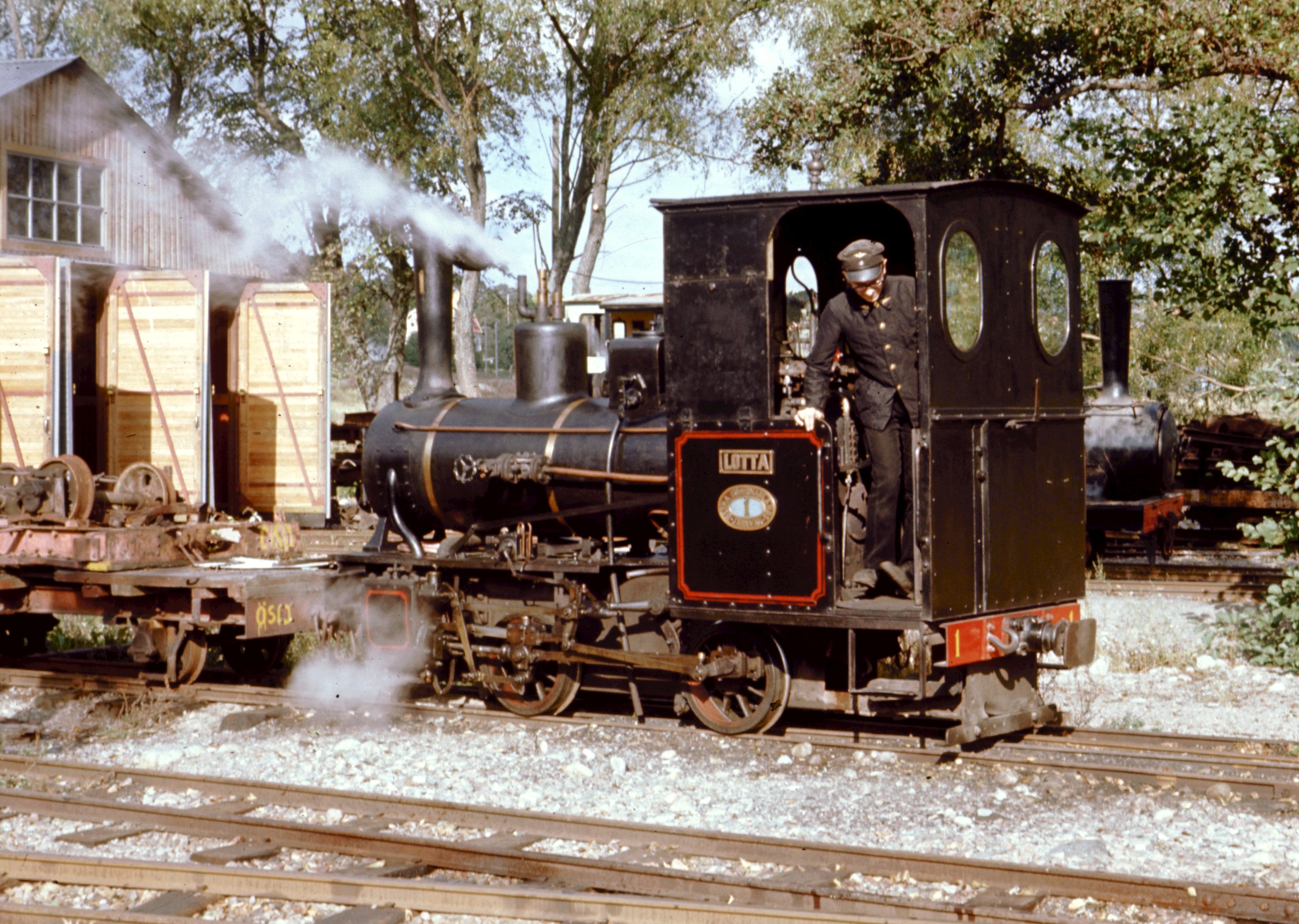
Ångloket Lotta på Östra Södermanlands Järnväg, ett systerlok till Landabanans lok BYCF 10, också tillverkat 1913 av Orenstein & Koppel